# Campephilini
Campephilini – plemię ptaków z podrodziny dzięciołów (Picinae) w obrębie rodziny dzięciołowatych (Picidae).

## Zasięg występowania
Plemię obejmuje gatunki występujące w Ameryce i Azji.

## Systematyka
Do plemienia należą następujące rodzaje:
- Blythipicus Bonaparte, 1854
- Chrysocolaptes Blyth, 1843
- Campephilus G.R. Gray, 1840